# 22. fusilirski polk (Wehrmacht)
22. fusilirski polk (izvirno nemško Füsilier-Regiment 22) je bil fusilirski polk v sestavi redne nemške kopenske vojske med drugo svetovno vojno.

## Zgodovina
Polk je bil ustanovljen 12. novembra 1942 z reorganizacijo 22. pehotnega polka in bil dodeljen 1. pehotni diviziji.
Polk je nadaljeval tradicijo polka »Graf Roon« št. 33 starih oboroženih sil
Septembra 1944 je bil na novo organiziran 2. bataljon, novembra 1944 je bil polk po hudih izgubah popoljnjen z okrepitvami.